# Elias Pinto de Carvalho
Elias Pinto de Carvalho (? — ?) foi um político brasileiro.
Foi 1º vice-presidente da província de Minas Gerais, nomeado por carta imperial de 30 de janeiro de 1878, tendo assumido a presidência da província de 11 de fevereiro a 6 de março de 1878.